# Atrochromadora obscura
Atrochromadora obscura är en rundmaskart som beskrevs av Christian Wieser 1959. Atrochromadora obscura ingår i släktet Atrochromadora och familjen Chromadoridae. Inga underarter finns listade i Catalogue of Life.